# Tales of Tatonka
Tales of Tatonka (no Brasil, Contos de Tatonka) é uma série de desenho animado infantil francesa produzida pela Cyber Group Studios. A série feita em animação computadorizada (CGI) mostram as aventuras de um bando de filhotes de animais da fauna norte-americana, no final sempre seguida por um quadro documentário referente aos animais mostrados.
Em Portugal, o desenho estreou no Canal Panda em 17 de dezembro de 2012. No Brasil, é exibida pela TV Brasil desde janeiro de 2013 na sua faixa infantil.

## Enredo
Ambientado numa floresta norte-americana a série mostra as aventuras de um grupo de filhotes, cada qual de uma espécie diferente se aventurando no decorrer das estações sobre os cuidados do sábio bisão Tatonka. Cada episódio é narrado por Tatonka e é protagonizado por um personagem diferente enfrentando desafios e os superando.

## Personagens

### Filhotes
- Wanji - Um jovem lobinho filho do líder da matilha Wicasa. Está sempre se aventurando pela floresta junto de seu amigo Cinksi. Ele possui três irmãos que ocasionalmente o segue em suas aventuras.

- Cinksi - Um pequeno lince amigo de Wanji. É muito ágil e esperto e sempre acompanhando Wanji em suas aventuras pela floresta. Mora sozinho com sua mãe Ina em uma pequena toca.

- Yamni, Topa e Nunpa - São os irmãos de Wanji também filhos de Wicasa. Eles ocasionalmente seguem o irmão nas suas aventuras pela floresta. Yamni é marrom, Topa é branca e Nunpa é acinzentado.

- Wahi - Um jovem esquilo amigo de Wanji e Cinksi. Mora sozinho numa árvore e é bastante guloso e encrenqueiro. Seus melhores amigos são Moose e Pom.

- Pom - Um pequeno urso-pardo amigo de Wanji e Cinksi. É muito guloso e está sempre comendo. Ocasionalmente os segue em aventuras. Mora numa caverna junto de seu tio Mato.

- Moose - Um jovem alce amigo de Wanji e Cinksi. Ele é tímido e um tanto medroso, mas sempre ajuda seus amigos quando preciso. Ele vem de um bando sendo um dos poucos filhotes.

- Pahin - Um pequeno porco-espinho amigo de Wanji e Cinksi. É desastrado e está sempre tendo objetos presos em seus espinhos. Aparentemente mora sozinho numa toca.

- Tap-Tap - Uma jovem castor amiga de Wanji e Cinksi. É um tanto desajeitada e está sempre reparando seu dique onde mora sozinha dentro dele.

- Wambli - Uma jovem águia amiga de Wanji e Cinksi. Mora com sua mãe no alto de uma montanha e é a única da turma a saber voar costumando assim ajudar seus amigos.

- Luta e Ska - Dois jovens irmãos lobos primos e rivais de Wanji e seus irmãos. São órfãos e fazem parte da alcatéia juntos dos outros lobos.

### Adultos
- Tatonka - Um velho bisão sábio que frequentemente está sempre por perto narrando as aventuras de Wanji e seus amigos na floresta. Ele age como uma babá pros filhotes da floresta sempre os monitorando e dando lições de moral.

- Wicasa - O pai de Wanji e o líder da alcatéia. É ele o responsável por cuidar de seu bando bem como de seus filhos sendo temido pela maioria dos predadores da floresta.

- Winyam - A mãe de Wanji e a esposa de Wicasa. Passa maior parte do tempo cuidando de seus filhos na alcatéia embora que as vezes costume sair para caçar com seu marido.

- Mato - O tio e responsável de Pom. Um urso de apecto durão que ocasionalmente protege Pom e seus amigos dos predadores assim como Wicasa, muitas vezes sendo alertado por Tatonka.

- Ina - A mãe de Cinksi, com quem ele vive junto em uma toca isolada.

### Antagonistas
- Lobos Renegados - São uma matilha de lobos rebeldes que agem por conta própria nas florestas muitas vezes atacando os outros animais juntos em bandos.

- Tork - Um leão-da-montanha violento conhecido como um dos piores caçadores da floresta chegando até a ser temido por outros predadores.

- Akicita - Um carcaju terrível que frequentemente está caçando pelas florestas sendo considerado também um dos piores caçadores da floresta.

- Coiotes - São um bando de coiotes que sempre andam em bandos assim como os lobos renegados, porém são mais fracos e andam em menor número.